# Гафнон
Гафнон — мінерал гафнію з підкласу незосилікатів, хімічна формула HfSiO4 або (Hf, Zr, Th, U, Y)SiO4. У природному цирконі ZrSiO4 частина цирконію замінюється дуже схожим гафнієм — таким чином, природний циркон ніколи не є чистим ZrSiO4. Циркон із 100 % заміщенням гафнію може бути виготовлений синтетично і являє собою гафнон.
Гафнон зустрічається у вигляді прозорих червоних до червоно-помаранчевих тетрагональних кристалів з твердістю 7,5.
Гафнон зустрічається у гранітних пегматитах, що містять тантал, в Замбезії (Мозамбік), та у вивітрюваних пегматитах на горі Голланд у Західній Австралії. Також повідомлялось про знахідки в канадських провінціях Онтаріо, Квебек та Манітоба; в Північній Кароліні (США); в Зімбабве.